# FN P90
L'FN P90 è una PDW progettata e prodotta dalla Fabrique Nationale d'Herstal in Belgio. Ideata in seguito alla richiesta da parte della NATO di un proiettile che sostituisse l'ormai vecchio 9 × 19 mm Parabellum, il P90 fu concepito come un'arma compatta ma potente per l'uso da parte di carristi, personale di supporto, forze speciali e unità anti-terrorismo.
Progettata in congiunzione con la pistola FN Five-seveN e il proiettile FN 5,7 × 28 mm, lo sviluppo dell'arma cominciò nel 1986 e la produzione nel 1990 (da cui il 90 del nome), quando il prototipo di munizione fu accorciato fino a divenire il 28 mm che conosciamo. Una variante del P90 modificata per usare il nuovo munizionamento venne alla luce nel 1993 quando fu messa in vendita anche la compagna Five-seveN.
Con il suo design bullpup, un mirino reflex integrato e controlli ambidestri, il P90 è un'arma con un look fortemente futuristico. La caratteristica forse più particolare dell'arma è il caricatore orizzontale montato sul lato superiore dell'arma.
Il P90 è attualmente in uso presso polizie e eserciti di oltre quaranta paesi, tra cui Austria, Brasile, Canada, Francia, Grecia, India, Malesia, Polonia e Stati Uniti. Negli Stati Uniti, il P90 è impiegato da oltre 200 corpi di sicurezza, tra cui anche lo United States Secret Service. Progettata inizialmente come PDW, si potrebbe vedere l'arma anche come pistola mitragliatrice o addirittura fucile d'assalto compatto. La versione a fuoco selettivo del P90 è disponibile unicamente per i reparti militari, ma dal 2005 esiste in commercio una variante semiautomatica per il mercato civile denominata PS90.

## Storia

### Sviluppo
Il P90 (assieme al suo proiettile da 5,7 × 28 mm) fu sviluppato dalla FN di Herstal come risposta al bando NATO per rimpiazzare l'ormai vecchio 9 × 19 mm Parabellum (assieme alle armi che lo impiegavano). La NATO richiedeva l'adozione di due armi nel nuovo calibro: un'arma da spalla e una pistola da fianco. Secondo la NATO, queste nuove armi, denominate PDW (Personal Defense Weapons, armi da difesa personale) avrebbero dovuto fornire "protezione personale in situazioni estreme, nel momento in cui l'utilizzatore si fosse trovato a stretto contatto col nemico [...]". Nel 1989, la NATO rese pubblico il documento D/296, in cui venivano specificate le caratteristiche richieste per le nuove armi:
- La nuova munizione doveva avere gittata, precisione ed efficacia superiori allo standard 9 × 19 mm[17]. Inoltre, era richiesta potenza sufficiente a perforare i giubbotti antiproiettile[17].
- L'arma PDW prevista per la munizione avrebbe dovuto avere un peso inferiore ai 3 kg e montare un caricatore da almeno 20 colpi[17].
- La pistola prevista per la munizione avrebbe dovuto pesare meno di 1 kg (con un valore preferito di 700 g) e avere un caricatore da non meno di 20 colpi[17].
- Le due armi avrebbero dovuto presentare un design abbastanza compatto da permettere all'utilizzatore di tenerle addosso in qualunque circostanza, sia all'aperto che all'interno di veicoli o velivoli, con alta tolleranza alle condizioni ambientali[17].

La FN Herstal fu il primo produttore di armi portatili a rispondere al bando della NATO: venne subito proposto lo sviluppo di un'arma da difesa personale camerata per una nuova munizione da 5,7 mm ad alta velocità. Il munizionamento originale con nomenclatura ufficiale SS90 entrò in produzione con il P90 nel 1990. La SS90 accelerava il proiettile da 1,5 g (23 grani, con nucleo in polimero) a circa 850 m/s (alla volata). Poco dopo la sua introduzione, il P90 venne impiegato dalle forze speciali del Belgio durante la Guerra del Golfo del 1991.
A seguito dell'introduzione del P90, la FN rivide anche il proiettile 5,7 × 28 mm. La nuova variante, designata SS190, usava un'ogiva più corta di 2,7 mm rispetto allo standard SS90. Questo permetteva di usare la munizione più efficacemente nella nuova Five-seveN allora in sviluppo. Il proiettile SS190 era più pesante e presentava una struttura più convenzionale con nucleo in alluminio e acciaio. Il primo prototipo per il nuovo munizionamento fu presentato nel 1992, e la proposta fu alla fine ufficializzata nel 1993, quando venne quindi sostituita la SS90. Un caricatore modificato per essere caricato con munizioni più corte venne introdotto nello stesso anno. Da quel momento furono sviluppate svariate varianti allo standard SS190, come la munizione tracciante L191 o la subsonica SB193 per l'uso con silenziatori.

### Valutazione NATO
Nel 2002-2003 la NATO condusse una serie di test volti alla standardizzazione di una munizione come rimpiazzo del 9 × 19 mm Parabellum. I test compararono le potenzialità delle munizioni FN 5,7 ×28 mm e HK 4,6 × 30 mm. I risultati del test furono sottoposti all'analisi di esperti provenienti da Canada, Francia, Regno Unito e Stati Uniti, che decretarono come il proiettile della FN fosse "senza ombra di dubbio" il più efficace tra i due. Tuttavia, la delegazione tedesca rifiutò la raccomandazione NATO di standardizzare il 5,7 mm, bloccando così il processo nella sua totalità. Come risultato, sia il 4,6 × 30 mm che il 5,7 × 28 mm sono stati adottati indipendentemente da svariate nazioni, in base alle singole preferenze, con il P90 in uso in oltre quaranta Stati.

### Oggi
Ulteriori sviluppi dell'arma portarono alla creazione del modello P90 TR, equipaggiato con un'interfaccia a tripla scina MIL-STD-1913 per il montaggio di accessori. Il modello fu presentato nel tardo 1999 ed è tuttora disponibile al fianco della versione standard del P90. Solo più recentemente, il P90 è divenuta arma disponibile per il mercato civile nella variante carabina semiautomatica PS90.

## Design

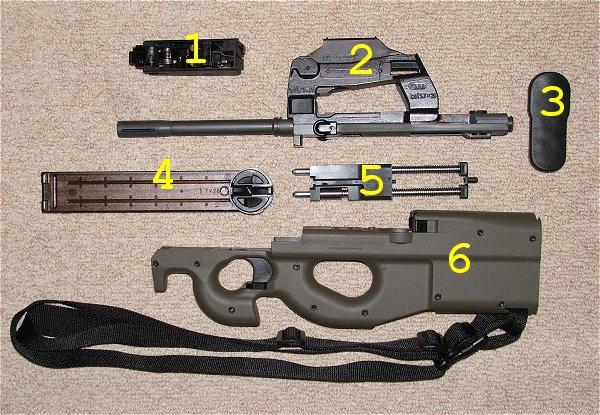
PS90 smontato, con evidenziate le parti principali: 1. gruppo percussore; 2. canna e mirino ottico; 3. copertura calcio (fondo); 4. caricatore; 5. parti mobili; 6. scocca e gruppo grilletto

Il P90 è un'arma a fuoco selettivo, operata a rinculo, con rateo di fuoco di circa 900 colpi al minuto. L'arma è camerata per il proiettile FN 5,7 × 28 mm, e sebbene inizialmente concepita e commercializzata come PDW, la si può considerare una pistola mitragliatrice o un fucile d'assalto molto compatto. La sua forma poco convenzionale è il frutto di anni di ricerche sull'ergonomia. L'arma viene impugnata tramite il foro scavato nel corpo che permette l'inserimento del pollice, con la seconda mano posizionata sulla guardia del grilletto, molto grande perché adibita a questo scopo. Il P90, per mantenere ottimi livelli di precisione, spara dalla posizione di otturatore chiuso e il suo design prevede largo impiego di polimeri per il risparmio sui costi di produzione. Si tratta di un'arma leggera, appena 2,5 kg scarica, oppure 3 kg quando caricata con 50 colpi.
Il P90 è un'arma interessante per il suo essere completamente ambidestra: l'utilizzo è semplice e intuitivo sia per destrimani che per mancini senza modifiche. La FN Herstal lo definisce "la prima arma automatica portatile completamente ambidestra". La leva di armamento, il rilascio del caricatore e i comandi per le mire metalliche sono distribuiti simmetricamente su entrambi i lati dell'arma, mentre il selettore di fuoco si trova proprio alla base del gruppo grilletto, dove può essere azionato sia dal dito con cui si fa fuoco che dal pollice della mano di supporto. Quando in azione, l'arma espelle i bossoli verso il basso attraverso uno sportello ricavato sul lato inferiore dell'arma, così da non interferire con la mira.
Il P90 può montare una cinghia per il trasporto, e dato che l'arma presenta un calcio fisso (e non telescopico), è facilmente imbracciabile quando necessario. I contorni smussati e arrotondati impediscono all'arma di incastrarsi nell'abbigliamento o nell'equipaggiamento aggiuntivo, e una protrusione verticale verso il basso proprio prima della volata impedisce al tiratore di spostare accidentalmente la mano di fronte alla canna durante l'azionamento dell'arma. Uno spazio vuoto (accessibile rimuovendo la copertura del calcio) ricavato nel corpo dell'arma contiene il kit di pulizia.
Il P90 fu progettato per avere una lunghezza non superiore all'apertura delle spalle del tiratore, così da permettere l'uso agevole in spazi angusti, come dentro un mezzo corazzato. Per farlo, si è scelta una configurazione bullpup, con meccaniche e caricatore posizionati dietro il grilletto, sotto la testa del tiratore, così che non vi siano spazi inutilizzati nel calcio dell'arma. Le dimensioni sono tenute al minimo dal sistema di alimentazione orizzontale unico: il caricatore è posizionato parallelamente alla canna nella parte superiore della scocca. L'arma ha il profilo più compatto tra le pistole mitragliatrici in produzione. La versione standard dell'arma ha una lunghezza totale di 500 mm, un'altezza di 210 e uno spessore di 55 mm.
Il P90 richiede una manutenzione minima, e può essere rapidamente e facilmente smontato. È un'arma modulare, composta di quattro parti: canna e sistema di mira, meccaniche interne e parti mobili, scocca e gruppo grilletto, gruppo di scatto. La canna del P90 è forgiata a freddo e cromata, con lunghezza totale di 263 mm, ed è dotata di soppressore di fiamma con taglio diagonale che agisce anche come attenuatore di rinculo. La rigatura della canna è ad 8 linee con passo destrorso di 1:231 mm. La fabbrica garantisce la canna per circa 20.000 colpi.
Il meccanismo del grilletto è collegato ad un selettore rotante a tre posizioni: S (sicura), 1 (semiautomatico) e A (automatico). In posizione automatica il selettore modifica la funzione del grilletto in maniera simile a quanto avviene nello Steyr AUG: una pressione lieve permette il fuoco semiautomatico, mentre la pressione a fine corsa permette il fuoco automatico.

### Munizionamento

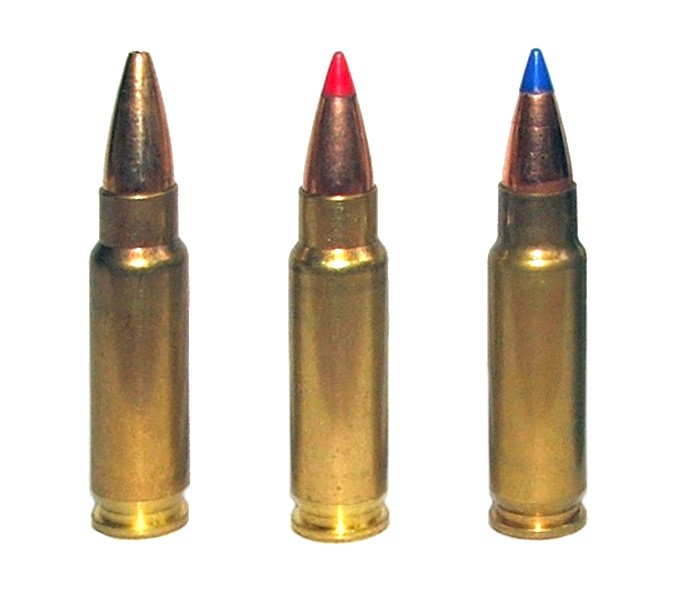
Tre cartucce 5,7 × 28 mm. La cartuccia a sinistra è a punta cava, mentre le due a destra sono del tipo a punta flessibile a espansione

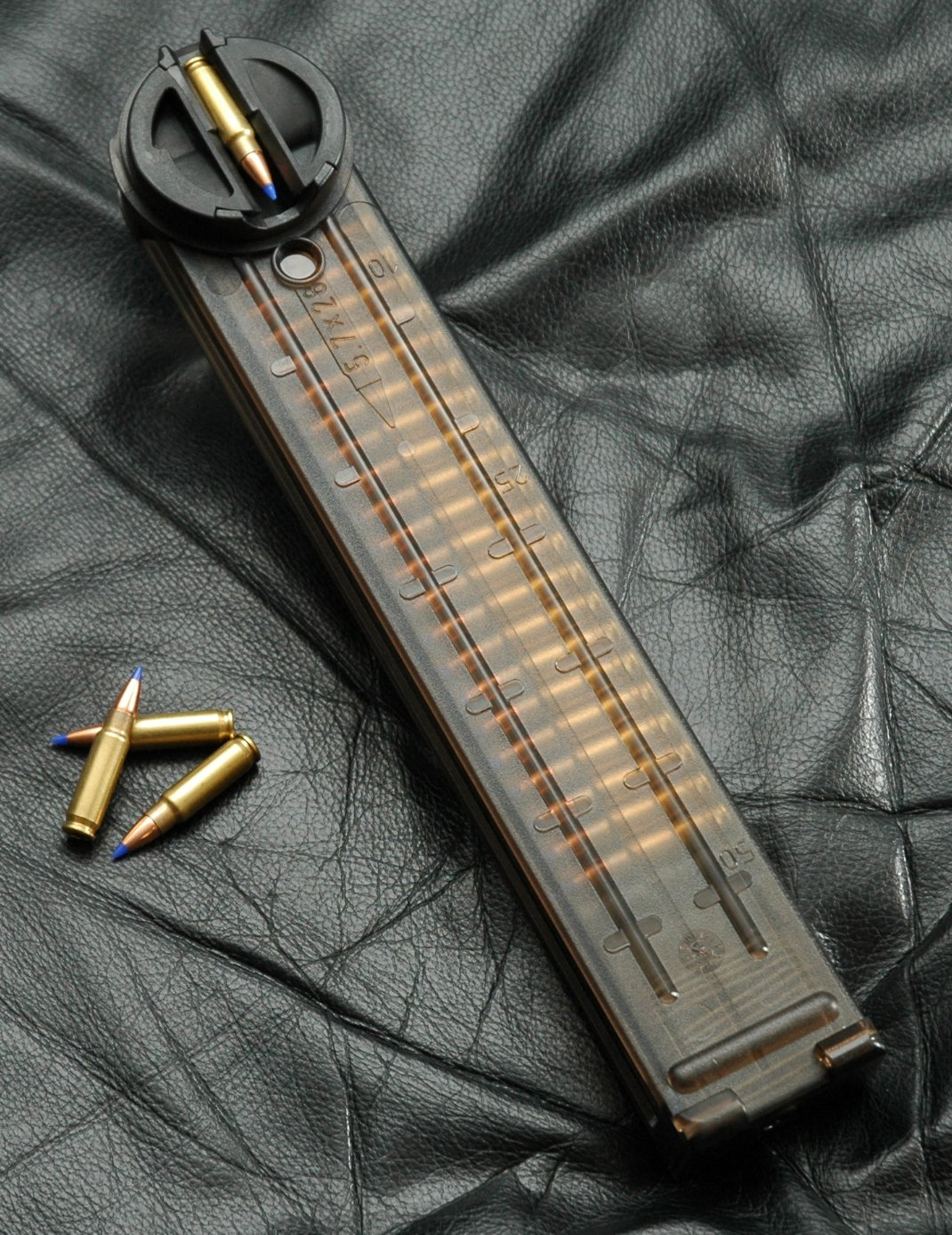
Il caricatore unico del P90 ha una capacità di 50 colpi e si accorda con il design dell'arma.

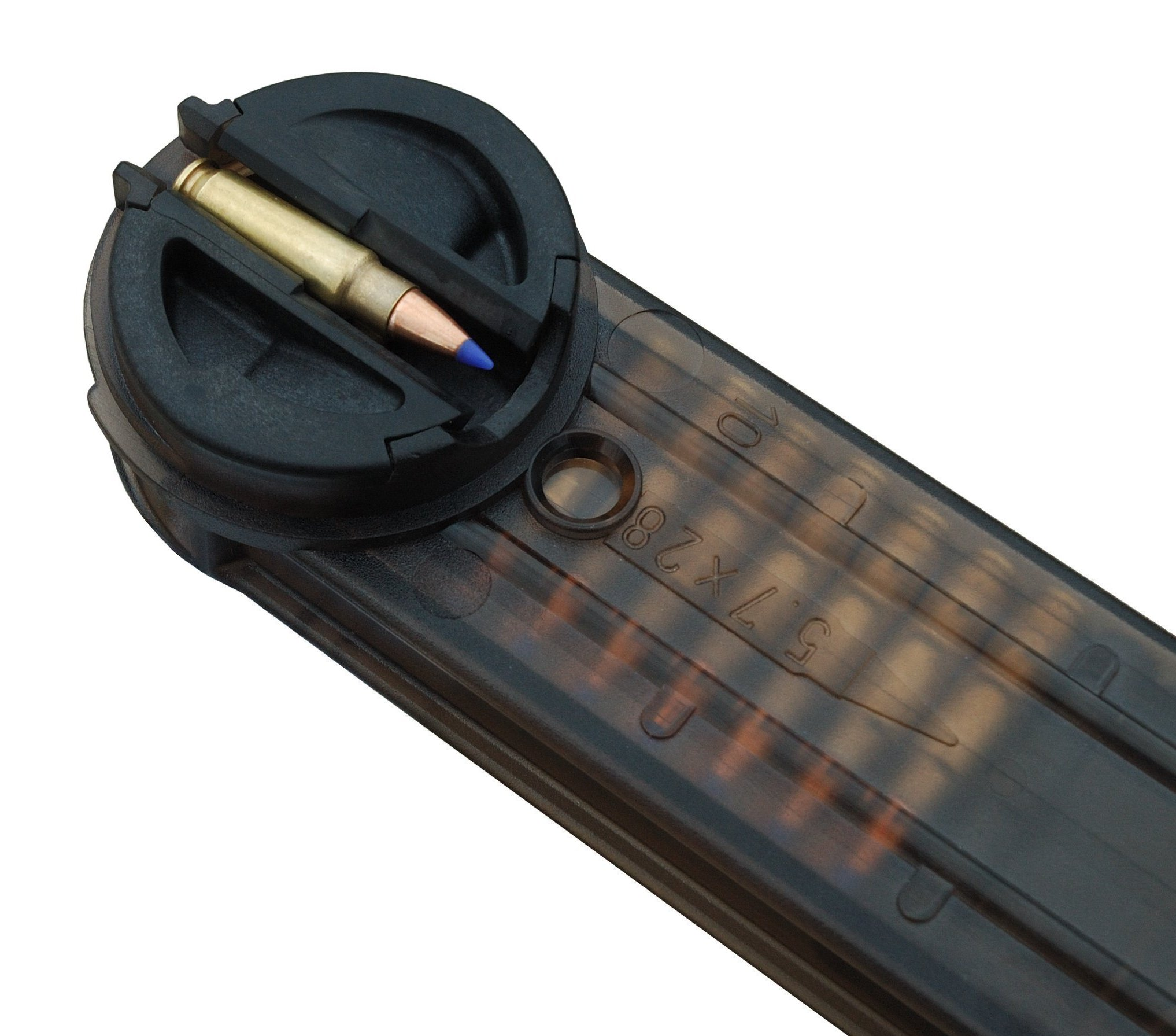
Il sistema di alimentazione del caricatore del P90.

Particolarmente significativo nel design del P90 è il munizionamento impiegato, a collo di bottiglia di piccolo calibro e ad alta velocità. Il proiettile da 5,7 × 28 mm fu sviluppato dalla FN Herstal in risposta alla richiesta NATO di un rimpiazzo per il 9 × 19 mm Parabellum usato in pistole e mitra. La munizione pesa 6 g (93 grani), circa la metà rispetto al normale 9 mm, cosa che permette quindi di trasportare (a parità di peso) più munizioni. Dato il piccolo diametro delle munizioni, è possibile riempire i caricatori con un numero insolitamente alto di colpi. La munizione provoca un forte rumore ed una vistosa fiammata (se sparata da pistola), ma produce un rinculo inferiore del 30% rispetto alle normali munizioni da 9 mm, migliorando così la controllabilità dell'arma. L'alta velocità permette al proiettile di restare in volo più a lungo di molti concorrenti.
Scopo della FN Herstal era creare un proiettile 5,7 × 28 mm, denominato poi SS190, in grado di penetrare le corazze protettive in kevlar della NATO (ad esempio la NATO CRISAT) progettate per fermare qualunque proiettile da pistola. Sparato dal P90, il 5,7 × 28 mm SS 190 ha una velocità alla volata di circa 716 m/s e riesce a penetrare con facilità la corazza CRISAT (o una Level IIIA in kevlar) fino a 200 m di distanza. La FN Herstal garantisce una gittata effettiva della munizione di 200 m e una gittata teorica massima di 1.800 m (se il colpo è sparato da un P90).
Durante i test condotti dalla Royal Canadian Mounted Police nel 1999, una SS190 sparata da un P90 ad una distanza di 25 m mostrò una profondità di penetrazione di 25 cm in un blocco di gelatina balistica rivestita con una protezione di livello II. Nella semplice gelatina (senza alcuna protezione) la penetrazione oscillava tra i 28 e i 34 cm (test condotti dallo Houston Police Dept. SWAT). Nei test, le varianti del 5,7 mm hanno mostrato la tendenza alla rotazione dopo l'impatto con il corpo, fatto che contribuisce a creare ferite ancora più gravi e difficili da medicare. Tuttavia c'è scetticismo sulle reali performance della munizione, specialmente tra gli appassionati di tiro degli Stati Uniti.
Il proiettile 5,7 × 28 mm presenta minor rischio di danni collaterali rispetto ai normali colpi per pistola, dato che il suo design ne limita fortemente il potere perforante (così da limitare danni in caso di uscita dal corpo del bersaglio), così come il rischio di rimbalzo. Il proiettile, molto leggero, perde buona parte della sua energia cinetica dopo aver percorso appena 400 m, mentre un proiettile 9 × 19 mm mantiene la propria energia anche fino a 800 m, aumentando il rischio di danni collaterali in caso di colpo mancato. Questa distanza è superiore a quella d'ingaggio prevista per le armi che usano il 5,7 × 28 mm, quindi la limitata energia a lungo raggio non è considerata penalizzante. Dato che la SS190 non basa la sua forza né sulla frammentazione né sull'espansione di una punta cava, la munizione è legalmente utilizzabile secondo le regole della Convenzione dell'Aia del 1899, che proibisce l'uso di proiettili ad espansione in guerra.
| Tipo di Munizione    | SS195LF       | SS197SR       | EA Protector  | EA Varmintor  | EA S4         |
| -------------------- | ------------- | ------------- | ------------- | ------------- | ------------- |
| Peso del proiettile  | 1,8 g (28 gr) | 2,6 g (40 gr) | 2,6 g (40 gr) | 2,3 g (35 gr) | 1,8 g (28 gr) |
| Velocità alla volata | 777 m/s       | 640 m/s       | 716 m/s       | 747 m/s       | 930 m/s       |
| Energia alla volata  | 550 J         | 530 J         | 665 J         | 650 J         | 785 J         |

### Alimentazione
Il P90 utilizza un sistema di alimentazione orizzontale unico, brevettato negli Stati Uniti, che contribuisce a conferire all'arma un aspetto compatto e insolito. Il breveto U.S. Patent 4.905.394 fu registrato nel 1990 e René Predazzer ne fu l'inventore. Il caricatore rimovibile è montato parallelamente alla canna del P90 e contiene 50 colpi, disposti su due file perpendicolari alla canna. Quando le munizioni vengono spinte dalla molla e giungono alla fine del caricatore, le due file si riducono ad una e i singoli colpi entrano in un dispositivo a spirale che le allinea con la canna permettendone l'innesco. Il corpo del caricatore è in polimero semitrasparente, così il tiratore ha sempre sotto controllo il numero di colpi rimanenti.

### Organi di mira e accessori

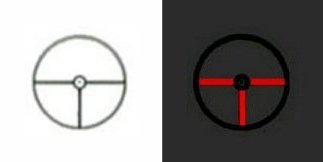
Reticolo standard e a bassa illuminazione ambientale in dotazione sul P90. Il mirino reflex possiede indicatori al trizio che brillano di rosso in condizioni di scarsa luminosità ambientale.

Il P90 fu inizialmente equipaggiato con un puntatore reflex HC-14-62 con reticolo anulare, ma oggi monta un MC-10-80 (sempre a reticolo anulare) progettato per l'arma. L'HC-14-62 presenta un alloggiamento in polimero e sfrutta un collettore a fibre ottiche per illuminare il reticolo diurno, che consiste di un cerchio di circa 180 MOA, con all'interno un altro cerchio di 20 MOA che circonda un punto da 3,5 MOA al centro. L'MC-10-80 presenta invece un alloggiamento in alluminio anodizzato, ma presenta un reticolo analogo. Il reticolo notturno di entrambi i mirini consiste di una T aperta illuminata al trizio oppure, nel modello HC-14-62, dalla luce ambientale amplificata da un apposito collettore sul lato superiore. Il puntatore è regolabile sia per alzo che deriva e può essere usato in congiunzione con un visore notturno.Se il mirino è danneggiato, è disponibile un set di mire metalliche montate sull'alloggiamento.
Il P90 permette il montaggio di svariati tipi di accessori, dalle torce tattiche ai dispositivi di puntamento laser. Si può montare una cinghia per il trasporto, o svariati tipi di silenziatori, tra i quali spicca il Gemtec P90, sviluppato appositamente per l'arma in collaborazione con la FN Herstal. Il silenziatore è realizzato in acciaio inossidabile di colore nero resistente alla corrosione (e all'acqua salata). La lunghezza è di 184 mm, il diametro di 35 e il peso di 680 g. Usando munizionamento subsonico, il rumore prodotto dallo sparo è ridotto di 33 db. Una sacca di raccolta dei bossoli che può essere montata sotto la porta di espulsione (fino ad un massimo di 100).

## Varianti

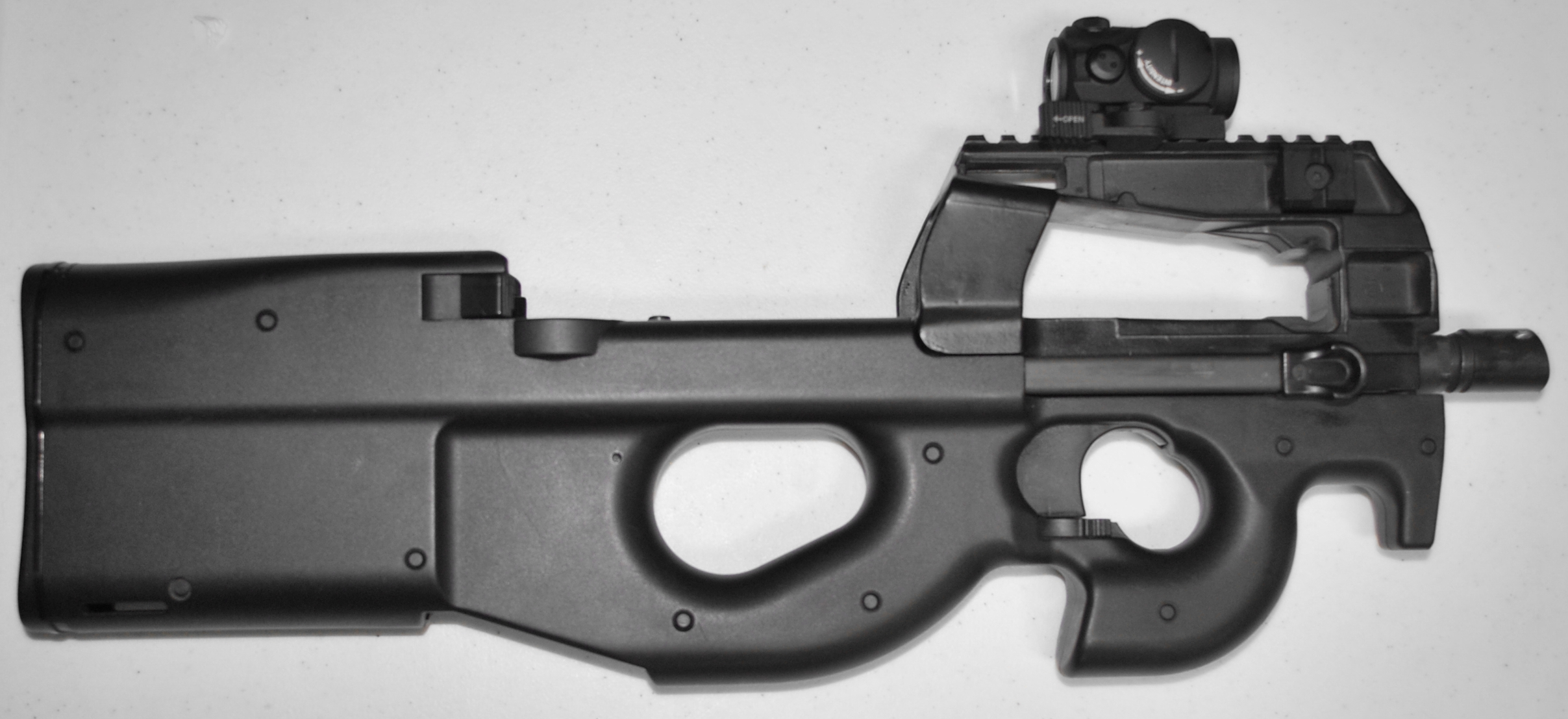
Un P90 TR (Triple Rail), con sistema a tripla scina Picatinny per il montaggio di accessori, e puntatore Aimpont

### Modelli militari (fuoco selettivo)
P90 TR. Introdotto negli ultimi mesi del 1999, il modello P90 TR presenta un sistema a tripla scina Picatinny (MIL-STD-1913) integrato nel castello. La scina superiore permette il montaggio di qualunque sistema di mira senza l'uso di accessori, mentre le scine laterali permettono l'uso di sistemi ausiliari, quali torce e puntatori laser.
P90 US. Il P90 USG (United States Government) è simile ad un P90 standard, con la differenza che il rivestimento dell'ottica è in alluminio e il reticolo di puntamento ha una forma differente. Il reticolo nero consiste di un punto all'interno di un cerchio, corredato di tre marcatori al trizio che brillano di rosso in condizioni di scarsa luce ambientale. Il puntatore reflex USG può essere rimosso e sostituito con una scina MIL-STD-1913 per montare qualunque altro accessorio.
P90 Laserex (P90 LV & P90 IR). I modelli P90 LV (Laser Visible) e P90 IR (Infra-Red), introdotti entrambi nel 1995, montano un laser integrato prodotto dalla casa australiana Laserex Technologies. Il modello LV presenta un laser da 8 mW per il fuoco in condizioni di bassa luce ambientale e/o con intento dissuasivo, mentre il modello IR proietta un fascio da 4,5 mW che risulta visibile solo tramite visori infrarossi. Entrambi i sistemi laser risultano molto compatti, un semplice pannello integrato nella parte frontale dell'arma sotto la volata. I sistemi Laserex pesano circa 131 g e vengono attivati tramite la pressione di un interruttore verde posto appena sotto l'impugnatura dell'arma. I laser presentano tre possibili configurazioni: Off (disabilitato), Training (bassa intensità per ragioni di sicurezza e risparmio energetico), Combat (massima intensità per visione ottimale). La durata della batteria varia dalle 250 ore (modalità Training) alle 50 ore (modalità Combat).

### Modelli civili (semi-automatici)

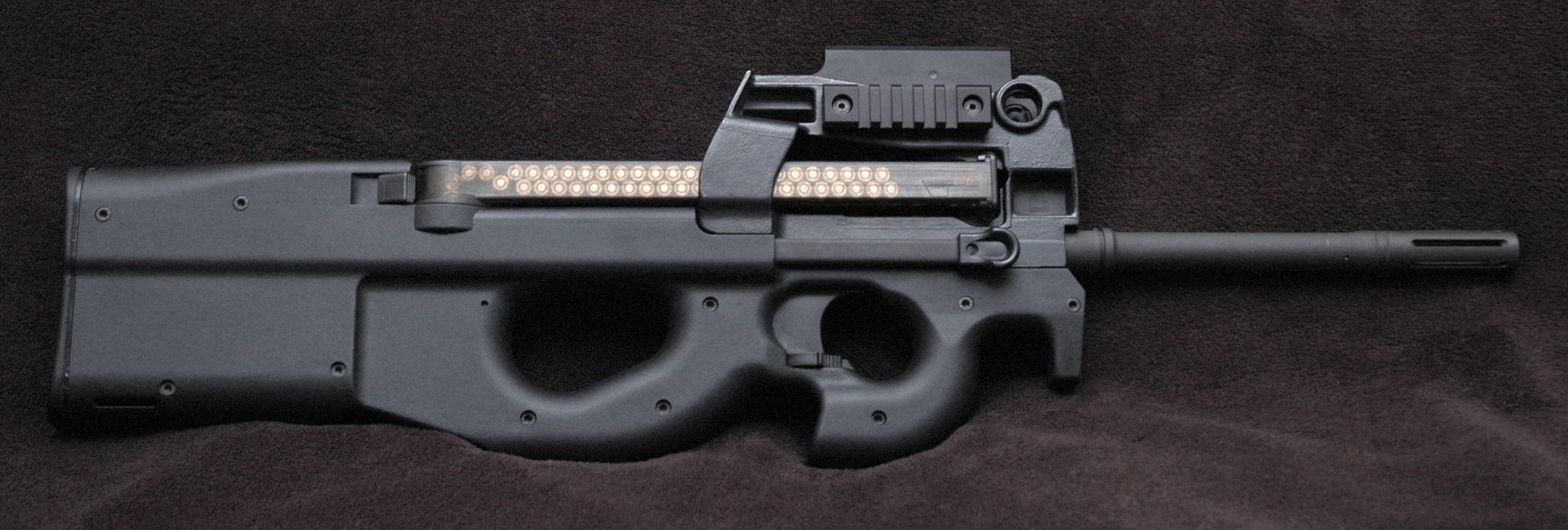
Il PS90 USG, variante carabina semiautomatica dell'arma destinata al pubblico civile per il tiro sportivo e la difesa personale.

Il PS90 è una versione carabina del P90 indirizzata al mercato civile messa in produzione dal 2005 e ancora oggi offerta in diverse configurazioni. Il PS90 può montare i caricatori standard da 50 colpi, ma viene fornita di serie con caricatori limitati a 10 o 30 colpi per quei paesi in cui sono in vigore leggi che impongono un tetto massimo al numero di colpi caricabili.
Dato che per poter detenere fucili inferiori ad una certa lunghezza (come in Italia anche in America) è necessario uno speciale permesso, il PS90 viene venduto con una canna allungata da 407 mm (16 in) e in sola configurazione semi-automatica. La canna presenta una rigatura destrorsa a passo 1:229 mm (1:9 in) che copre 376 mm di canna. La volata presenta uno spegnifiamma a gabbia d'uccello.
Nonostante la canna di lunghezza superiore al normale, l'arma rimane comunque leggera e compatta, con una lunghezza complessiva di 667 mm (26,3 in) e un peso di 3,4 kg quando caricata con 50 colpi. Data la canna più lunga, il PS90 può raggiungere velocità alla volata di 777 m/s con munizionamento SS195LF oppure i 930 m/s con munizioni di altri produttori.
PS90 Standard. Il PS90 Standard è il modello attualmente offerto dalla FN Herstal. Presenta una scina MIL-STD-1913 sulla parte alta del castello che permette il montaggio di ottiche personalizzate. La scina include anche mire metalliche integrate abbattibili in caso il sistema di puntamento primario sia fuori uso. Il PS90 Standard è disponibile sia in colorazione nera che oliva.
PS90 TR. Il PS90 TR non è più in produzione dal 2012. Il modello presentava un triplo sistema di scine come la variante militare. La scina superiore era in metallo e permetteva al solito il montaggio di ottiche personalizzate. Le due scine in polimero laterali (una su ogni lato del castello) erano invece fornite per il montaggio di accessori secondari come laser o torce. L'arma era disponibile sia di colore nero che oliva.
PS90 USG. Il PS90 USG non è più in produzione dal 2011. SI tratta della variante a solo fuoco semiautomatico del modello USG militare. Nonostante l'arma non sia più in produzione, il puntatore reflex USG viene ancora venduto come accessorio stand-alone.

## Utilizzatori

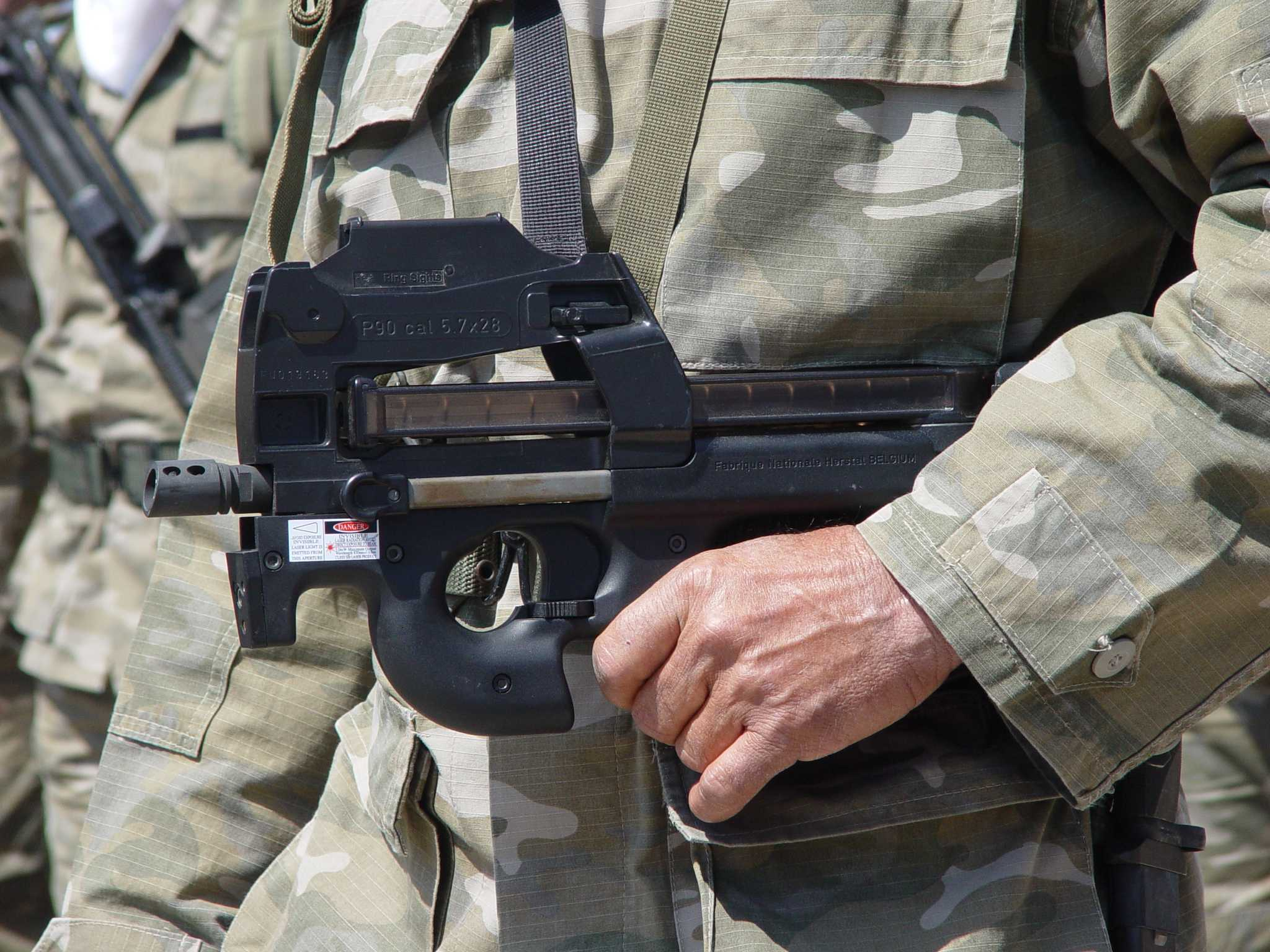
La Guardia Nazionale Cipriota ha acquistato 350 esemplari di P90 nel 2000.

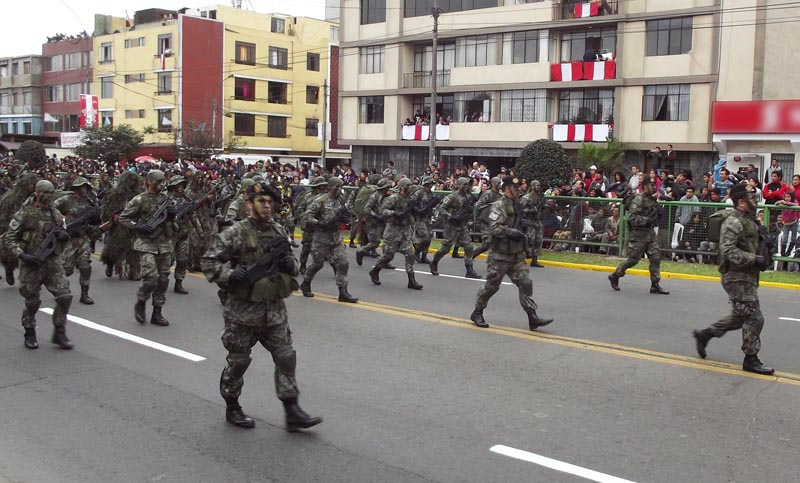
Forze speciali peruviane armate di P90 durante una parata nel 2012.

Nonostante originariamente intesa come arma da difesa da distribuire al personale militare non impegnato direttamente negli scontri a fuoco (come i carristi), la maggior parte dei P90 è stata venduta a forze speciali e gruppi anti-terrorismo che lo usano per ruoli offensivi. Il primo uso sul campo del P90 fu durante la Guerra del Golfo del 1991, dove fu impiegato dalla forze speciali del Belgio.
Nel 1997, P90 muniti di silenziatore furono impiegati dal Grupo de Fuerzas Especiales peruviano nell'Operazione Chavìn de Huantar che concluse la crisi scatenata dalla presa di ostaggi nell'ambasciata giapponese. L'operazione fu un successo: tutti i 14 rivoluzionari dell'MRTA furono uccisi, e 71 ostaggi vennero liberati. Nonostante i rivoluzionari indossassero protezioni antiproiettile, il proiettile del P90 riuscì a penetrare gli strati protettivi. Nel 2011, il P90 ha visto servizio anche nelle mani dell'esercito militare di Muhammad Gheddafi in Libia, con diversi esemplari poi catturati dalle milizie ribelli.
Nel 2009 il P90 risultava in servizio in oltre 40 paesi. Negli Stati Uniti, il Dipartimento di Polizia di Houston è stato il primo corpo ad adottare il P90 nel 1999 per le sue squadre SWAT. Nel 2003 l'arma ha preso parte, nelle mani del corpo, al primo conflitto a fuoco. Alla fine del 2009, oltre 200 agenzie di controllo negli Stati Uniti avevano in dotazione dei P90. A seguito di ciò, la National Rifle Association ha inserito il P90 nella lista di armi liberamente utilizzabili nelle competizioni tra corpi di polizia.
| Stato              | Reparto / Organizzazione                                                                                                | Modello     | Quantità | Entrata in Servizio | Note                    |
| ------------------ | --- | ----------- | -------- | ------------------- | ----------------------- |
| Argentina          | Agrupación de Buzos Tácticos (Marina Argentina)                                                                         | P90         | —        | —                   | [ 42 ] [ 43 ] [ 44 ]    |
| Argentina          | Reparti della ex-Policia Aeronáutica Nacional)                                                                          | P90         | —        | —                   | [ 45 ]                  |
| Austria            | Gruppo speciale Jagdkommando (Jakdo, parte dell'esercito austriaco)                                                     | P90, P90 TR | 140      | —                   | [ 46 ]                  |
| Austria            | Kommando Militärstreife & Militärpolizei (Kdo MilStrf&MP, squadra di protezione)                                        | P90 TR      | —        | —                   | [ 47 ]                  |
| Belgio             | Composante Marine (Marina Belga)                                                                                        | —           | —        | —                   | [ 48 ]                  |
| Belgio             | Composante Terre (Esercito belga, arma adottata come rimpiazzo dell'Uzi israeliano)                                     | —           | —        | 2004                | [ 49 ]                  |
| Belgio             | Détachement d'Agents de Sécurité                                                                                        | P90         | 53       | —                   | [ 49 ]                  |
| Belgio             | Directorate of Special Units (DSU, gruppo della Federale Politie/Police Fédérale/Föderale Polizei)                      | —           | —        | —                   | [ 50 ]                  |
| Belgio             | Gendarmerie/Rijkswacht (forza di polizia paramilitare)                                                                  | P90         | 114      | —                   | [ 51 ]                  |
| Belgio             | Special Forces Group (SFG, in azione nel Golfo nel 1991)                                                                | P90         | —        | —                   | [ 1 ]                   |
| Belgio             | Forze di polizia della città di Aarschot                                                                                | P90         | —        | —                   | [ 52 ]                  |
| Belgio             | Forze di polizia della città di Liegi (arma adottata come rimpiazzo dell'Uzi israeliano)                                | —           | —        | 2002                | [ 53 ] [ 54 ]           |
| Belgio             | Zone de Police Boraine (forze di polizia delle municipalità di Boussu/Colfontaine/Frameries/Quaregnon/Saint-Ghislain)   | P90 TR      | —        | —                   | [ 55 ]                  |
| Brasile            | Batalhão de Operações Policiais Especiais (BOPE, reparto della Polizia Militare dello stato di Rio de Janeiro)          | —           | —        | —                   | [ 56 ]                  |
| Canada             | Joint Task Force 2 (JTF2, gruppo speciale dello Special Operations Forces Command dell'Esercito canadese)               | —           | —        | 2005                | [ 57 ]                  |
| Canada             | Forze di polizia regionali di Halifax (HRP), Nuova Scozia                                                               | —           | —        | —                   | [ 58 ]                  |
| Canada             | Service de police de la Ville de Montréal (SPVM/SWAT, Montréal, Québec)                                                 | —           | —        | —                   | [ 59 ]                  |
| Cile               | Fuerzas Especiales | —           | —        | —                   | [ 60 ]                  |
| Cipro              | Εθνική Φρουρά (forze speciali della Guardia Nazionale Cipriota)                                                         | P90         | 350      | 2000                | [ 7 ] [ 17 ]            |
| Rep. Ceca          | Útvar Rychlého Nasazení (URNA, reparto della Polizia Nazionale Ceca)                                                    | P90         | —        | 2000s               | [ 61 ]                  |
| Rep. Dominicana    | Cuerpo de Ayudantes Militares del Presidente de la República                                                            | —           | —        | —                   | [ 62 ]                  |
| Rep. Dominicana    | Reparto antiterrorismo dell'Esercito Dominicano                                                                         | —           | 150      | 2002                | [ 63 ]                  |
| Rep. Dominicana    | Fuerzas Armadas de la República Dominicana                                                                              | —           | —        | —                   | [ 62 ]                  |
| El Salvador        | Comando Especial Antiterrorista (CEAT)                                                                                  | —           | 350      | 2002                | [ 64 ]                  |
| Francia            | 1er Régiment Parachutiste d'Infanterie de Marine (1er RPIMa, reparto dell'Esercito Francese)                            | P90         | —        | —                   | [ 65 ]                  |
| Francia            | Commandement des Opérations Spéciales (COS, commando operazioni speciali congiunte)                                     | —           | —        | —                   | [ 1 ]                   |
| Francia            | GIGN (reparto antiterrorismo della Gendarmerie Nationale)                                                               | P90 TR      | —        | —                   | [ 66 ]                  |
| Francia            | GIPN (reparto antiterrorismo della Police Nationale)                                                                    | —           | —        | —                   | [ 67 ]                  |
| Francia            | RAID (reparto antiterrorismo della Police Nationale)                                                                    | —           | —        | —                   | [ 67 ] [ 68 ]           |
| Francia            | Troupes de Marine (reggimento navale dell'Armée de Terre)                                                               | P90         | —        | —                   | [ 65 ]                  |
| Germania           | Bundeskriminalamt (BKA, reparto della Polizia Criminale Federale)                                                       | P90 TR      | —        | —                   | [ 69 ]                  |
| Grecia             | Ειδική Κατασταλτική Αντιτρομοκρατική Μονάδα (EKAM, unità della Polizia Greca)                                           | —           | —        | —                   | [ 70 ]                  |
| Guatemala          | Secretaría de Asuntos Administrativos de Seguridad de la Presidencia (SAAS)                                             | P90         | 20       | 2009                | [ 71 ]                  |
| India              | Special Protection Group (SPG, incaricato della protezione del primo ministro e altri rappresentanti dello stato)       | P90, P90 TR | —        | 2008                | [ 72 ]                  |
| Indonesia          | Komando Pasukan Katak (Kopaska, infiltratori subacquei della Marina indonesiana)                                        | —           | —        | —                   | [ 73 ]                  |
| Indonesia          | Komando Pasukan Khusus (Kopassus, forze speciali dell'Esercito indonesiano)                                             | —           | —        | —                   | [ 73 ]                  |
| Irlanda            | Sciathán Fianóglach an Airm (reparto dei Ranger delle Forze di Difesa irlandesi)                                        | —           | —        | 2003                | [ 74 ]                  |
| Italia             | 9º Reggimento d'assalto paracadutisti "Col Moschin"                                                                     | P90 TR      | —        | —                   | [ 75 ]                  |
| Giordania          | Forze armate Giordane                                                                                                   | —           | —        | —                   | [ 76 ]                  |
| Libano             | Forces de Sécurité Intérieure (FSI)                                                                                     | —           | —        | —                   | [ 77 ]                  |
| Libia              | Forze armate libiche | —           | 367      | 2008                | [ 3 ] [ 78 ]            |
| Lussemburgo        | Unité Spéciale de la Police (reparto della Police Grand-Ducale)                                                         | P90 TR      | —        | —                   | [ 46 ] [ 79 ]           |
| Malaysia           | Pasukan Khas Laut (PASKAL, reparto della Marina Reale Malesiana)                                                        | —           | —        | —                   | [ 80 ]                  |
| Mauritania         | Battaglione per la Sicurezza Presidenziale (BASEP)                                                                      | —           | —        | —                   | [ 81 ]                  |
| Mauritius          | Forze di polizia | P90         | —        | —                   | [ 82 ]                  |
| Messico            | Forze speciali dell'Ejército Méxicano                                                                                   | P90         | —        | —                   | [ 83 ]                  |
| Messico            | Estado Mayor Presidencial (EMP, guardia presidenziale)                                                                  | —           | —        | —                   | [ 83 ]                  |
| Messico            | Fuerzas Especiales (FES, reparto della Marina messicana)                                                                | —           | —        | —                   | [ 83 ]                  |
| Messico            | Policía Federal | —           | —        | —                   | [ 71 ]                  |
| Paesi Bassi        | Korps Commandotroepen (KCT, reparto dell'Esercito Reale olandese)                                                       | P90 TR      | —        | 2000                | [ 17 ] [ 84 ]           |
| Paesi Bassi        | Unit Interventie Mariniers (UIM, reparto della Marina olandese)                                                         | P90 TR      | —        | 2001                | [ 85 ]                  |
| Paesi Bassi        | Brigade Speciale Beveiligingsopdrachten (BSB, reparto della Gendarmeria Belga)                                          | —           | —        | —                   | [ 86 ]                  |
| Nigeria            | National Intelligence Agency (NIA), State Security Service (SSS)                                                        | P90         | 100      | 2011                | [ 87 ]                  |
| Pakistan           | Special Services Group (SSG)                                                                                            | —           | —        | —                   | [ senza fonte ]         |
| Pakistan           | Esercito Pakistano | —           | —        | —                   | [ 88 ]                  |
| Papua Nuova Guinea | Forze di Difesa della Papua Nuova Guinea (PNGDF)                                                                        | —           | —        | —                   | [ 89 ]                  |
| Perù               | Grupo de Fuerzas Especiales (GRUFE, reparto delle Forze Armate Peruviane)                                               | —           | —        | —                   | [ 7 ] [ 38 ] [ 90 ]     |
| Perù               | Fuerza de Operaciones Especiales (FOES, parte della Marina Peruviana)                                                   | P90         | 53       | —                   | [ 91 ] [ 92 ]           |
| Perù               | Paracaidistas del Ejército (paracadutisti dell'esercito peruviano)                                                      | —           | —        | —                   | [ 93 ]                  |
| Filippine          | Special Action Force (SAF, parte della Polizia Nazionale Filippina)                                                     | —           | —        | —                   | [ 39 ]                  |
| Polonia            | Jednostka Wojskowa Grom                                                                                                 | P90 TR      | —        | 2006                | [ 94 ]                  |
| Polonia            | Biuro Ochrony Rządu (corpo per la protezione dei dignitari)                                                             | P90         | —        | 2007                | [ 95 ]                  |
| Portogallo         | Grupo de Operações Especiais (GOE, reparto della Polícia de Segurança Pública)                                          | —           | —        | 2002                | [ 96 ]                  |
| Romania            | Detaşamentul de Intervenţie Rapidă (reparto operazioni speciali dell'Esercito Romeno)                                   | —           | —        | —                   | [ 97 ]                  |
| Arabia Saudita     | Forze d'Intervento Speciale                                                                                             | P90         | 500      | 1992                | [ 18 ] [ 98 ]           |
| Singapore          | Commando dell'esercito di Singapore (CDO FN)                                                                            | —           | 500      | 2002                | [ 99 ] [ 100 ] [ 101 ]  |
| Spagna             | Grupo Especial de Operaciones (GEO, Cuerpo Nacional de Policía)                                                         | P90 TR      | —        | —                   | [ 102 ] [ 103 ]         |
| Spagna             | Escuadrón de Zapadores Paracaidistas (EZAPAC, reparto speciale dell'Ejército del Aire)                                  | P90, P90 TR | —        | —                   | [ 104 ]                 |
| Suriname           | Esercito di Suriname | —           | 900      | 2001                | [ 63 ] [ 105 ]          |
| Taiwan             | Esercito Popolare Cinese                                                                                                | P90         | —        | 1992                | [ 98 ] [ 106 ]          |
| Thailandia         | กองทัพบกไทย (unità speciale dell'esercito reale thailandese)                                                             | —           | —        | —                   | [ 107 ]                 |
| Trinidad e Tobago  | Forze di Difesa di Trinidad e Tobago                                                                                    | —           | —        | —                   | [ 108 ]                 |
| Turchia            | Karşı Atak Timi (squadra di protezione del primo ministro)                                                              | —           | —        | —                   | [ 109 ]                 |
| Turchia            | Polis Özel Harekat (Reparto operazioni speciali del Direttorato Generale della Sicurezza)                               | —           | —        | —                   | [ 109 ] [ 110 ]         |
| Turchia            | Jandarma Özel Asayiş Komutanlığı (reparto operazioni speciali della Gendarmeria Turca)                                  | —           | —        | —                   | [ 111 ]                 |
| Ucraina            | Forze di polizia ucraine                                                                                                | P90 LV      | 30       | 2008                | [ 112 ]                 |
| Stati Uniti        | U.S. Federal Protective Service (reparto del DHS, prima parte dell'ICE)                                                 | P90         | —        | 2001                | [ 40 ] [ 54 ] [ 113 ]   |
| Stati Uniti        | U.S. Immigration and Naturalization Service                                                                             | —           | —        | —                   | [ 7 ]                   |
| Stati Uniti        | Servizi Segreti | P90 TR      | —        | 1990                | [ 7 ] [ 114 ]           |
| Stati Uniti        | Polizia di Addison, TX (prima agenzia a fornire il P90 come arma da bagagliaio agli agenti)                             | PS90 TR     | 52       | 2007                | [ 115 ] [ 116 ] [ 117 ] |
| Stati Uniti        | Fanteria dell'Alaska | P90 LV      | 9        | —                   | [ 118 ]                 |
| Stati Uniti        | Birmingham Police Department (SWAT, Alabama)                                                                            | P90         | —        | —                   | [ 119 ] [ 120 ]         |
| Stati Uniti        | Bryan Police Department (SWAT, Texas)                                                                                   | —           | —        | —                   | [ 121 ]                 |
| Stati Uniti        | Chula Vista Police Department (SWAT, California)                                                                        | P90 TR      | —        | —                   | [ 122 ]                 |
| Stati Uniti        | Creve Coeur Police Department (Missouri)                                                                                | —           | —        | —                   | [ 123 ]                 |
| Stati Uniti        | Edina Police Department (Minnesota)                                                                                     | —           | 11       | 2005                | [ 124 ]                 |
| Stati Uniti        | Houston Police Department SWAT in Texas (first local law enforcement agency in the country to adopt and use the weapon) | P90         | 5        | 1999                | [ 22 ]                  |
| Stati Uniti        | Kutztown Police Department (Pennsylvania)                                                                               | —           | —        | —                   | [ 125 ]                 |
| Stati Uniti        | Dipartimento di Polizia di Olathe (ERT, Kansas)                                                                         | —           | 23       | 2001                | [ 126 ]                 |
| Stati Uniti        | Passaic County Sheriff's Department (SWAT, New Jersey)                                                                  | —           | —        | 2002                | [ 29 ]                  |
| Stati Uniti        | Richland County Sheriff's Department (SRT, South Carolina)                                                              | —           | —        | 2000                | [ 127 ]                 |
| Stati Uniti        | Sioux Falls Police Department (SWAT, South Dakota)                                                                      | —           | —        | —                   | [ 128 ]                 |
| Stati Uniti        | Sparta Police Department (New Jersey)                                                                                   | —           | —        | —                   | [ 129 ]                 |
| Stati Uniti        | Zapata County Sheriff's Department (Texas)                                                                              | —           | —        | —                   | [ 130 ]                 |
| Venezuela          | Guardie del corpo dei rappresentanti del Ministerio del Poder Popular para Relaciones Exteriores                        | —           | —        | —                   | [ 131 ]                 |
| Venezuela          | Unità COPEMI dell'Armada Bolivariana de Venezuela (Marina Venezuelana)                                                  | —           | —        | —                   | [ 132 ]                 |
| Venezuela          | Unità CSAR dell'Aviación Militar Venezolana (Aviazione Venezuelana)                                                     | —           | —        | —                   | [ 132 ]                 |
| Venezuela          | Ejército Libertador de Venezuela (Esercito Venezuelano)                                                                 | —           | —        | —                   | [ 132 ] [ 133 ]         |
| Venezuela          | Guardia Nacional de Venezuela (Guardia Nazionale Venezuelana)                                                           | —           | —        | —                   | [ 132 ]                 |
| Venezuela          | Varie forze di polizia                                                                                                  | —           | —        | —                   | [ 134 ] [ 135 ]         |